# Bihar (comitat)
Pour les articles homonymes, voir Bihar (homonymie).
Bihar (hongrois : Bihar ou Bihar vármegye ; allemand : Bihar ; latin : comitatus Bihariensis ; roumain : Bihor) est un ancien comitat du royaume de Hongrie, situé en Transylvanie (Körösvidék ou « pays de Körös » et la frange occidentale des Carpates occidentales roumaines ou « massif central transylvain ») et une partie de l'Alföld. Son chef-lieu était la ville de Nagyvárad, en roumain Oradea. De nos jours, l'ancien territoire de Bihar est éclaté entre les comitats hongrois de Hajdú-Bihar (principalement) et Békés, mais également les județe roumains de Bihor (principalement) et Arad.

## Géographie
Le comitat de Bihar était composé du comitat urbain de Nagyvárad (48 km2) et du comitat rural de Bihar (10 609 km2). Il avait une superficie totale de 10 657 km2 pour une population de 646 301 habitants en  1910 (densité : 60,6 hab/km2).
Le comitat s'étendait dans la plaine de Pannonie et les monts Apucènes, premiers reliefs des Carpates occidentales roumaines. Il était baigné par plusieurs affluents du Körös : le Crișul Repede, le Crișul Negru et la Barcău.
Il était limité au nord-ouest par le comitat de Hajdú, au nord par les comitats de Szabolcs et Szatmár, à l'est par les comitats de Szilágy et Kolozs, au sud par les comitats de Torda-Aranyos et Arad et à l'ouest par celui de Békés.

## Histoire
Le comitat de Bihar était un des plus anciens comitats de Hongrie : il est attesté dès le XIIe siècle. De 1660 à 1662, il fut un sandjak de l'Empire ottoman (voir Hongrie ottomane), de 1662 à 1699 un comté de la principauté de Transylvanie et de 1711 à 1876 un Bezirk de l'Empire des Habsbourg. En 1876, lors de la réorganisation administrative de la Hongrie dans le cadre de l'Empire austro-hongrois, il est organisé en dix-sept districts ruraux et un comitat urbain.
En 1918, les trois quarts de son territoire sont incorporés à la Roumanie, ce qui est confirmé en 1920 par le traité de Trianon pour former le județ de Bihor. Le quart restant demeure territoire hongrois et prend pour chef-lieu la ville de Berettyóújfalu.
De 1940 à 1944, à la suite du deuxième arbitrage de Vienne, la partie nord du județ de Bihor avec le chef-lieu d'Oradea, est annexée par la Hongrie. À la fin de la Seconde Guerre mondiale, cette partie réintègre la Roumanie.
Le comitat hongrois de Bihar est ensuite uni avec le comitat de Hajdú pour former le comitat de Hajdú-Bihar, à part quelques villages autour de Sarkad et Okány qui intègrent le comitat de Békés.
Du côté roumain, le sud-est et la ville de Beliu sont intégrés au județ d'Arad.

## Subdivisions
| \| Debrecen Oradea Carei Zalău Gyula Hajdú-Bihar Județ de Bihor Județ de Cluj Județ d'Arad Békés Hongrie Roumanie Vârful Măgura Priei \| Le comitat de Bihar (rose) dans la Hongrie et Roumanie contemporaines. |
| Debrecen Oradea Carei Zalău Gyula Hajdú-Bihar Județ de Bihor Județ de Cluj Județ d'Arad Békés Hongrie Roumanie Vârful Măgura Priei                                                                              |

Le comitat de Bihar était formé par le comitat de Bihar lui-même et le comitat urbain de Nagyvárad.
| Comitat   | chef-lieu |
| --------- | --------- |
| Nagyvárad | Nagyvárad |

| District       | Chef-lieu      |
| -------------- | -------------- |
| Bél            | Bél            |
| Belényes       | Belényes       |
| Berettyóújfalu | Berettyóújfalu |
| Biharkeresztes | Biharkeresztes |
| Cséffa         | Cséffa         |
| Derecske       | Derecske       |
| Élesd          | Élesd          |
| Érmihályfalva  | Érmihályfalva  |
| Központ        | Nagyvárad      |
| Magyarcséke    | Magyarcséke    |
| Margitta       | Margitta       |
| Nagyszalonta   | Nagyszalonta   |
| Sárrét         | Biharnagybajom |
| Szalárd        | Szalárd        |
| Székelyhid     | Székelyhid     |
| Tenke          | Tenke          |
| Vaskoh         | Vaskoh         |

## Démographie
En 1900, le comitat comptait 577 312 habitants dont 324 970 Hongrois (56,29 %), 239 449 Roumains (41,48 %), 7 152 Slovaques (1,24 %) et 3 620 Allemands (0,63 %).
En 1910, le comitat comptait 646 301 habitants dont 365 642 Hongrois (56,57 %), 265 098 Roumains (41,02 %), 8 457 Slovaques (1,31 %) et 3 599 Allemands (0,56 %).